# Батальонцы
Батальонцы — так конные казаки Черноморского казачьего войска называли с 1840-х годов казаков пеших батальонов.
Шапсуги стали употреблять выражение «салдус-казак» (солдат-казак), так как пешие батальоны Черноморского казачьего войска строились по образцу линейных батальонов Отдельного Кавказского корпуса.